# Tojohito Močizuki
Tojohito Močizuki (* 18. září 1953) je bývalý japonský fotbalista.

## Klubová kariéra
Hrával za Fujitsu.

## Reprezentační kariéra
Tojohito Močizuki odehrál za japonský národní tým v roce 1978 celkem 2 reprezentační utkání.

## Statistiky
| Japonsko | Japonsko | Japonsko |
| Roky     | Záp.     | Góly     |
| -------- | -------- | -------- |
| 1978     | 2        | 0        |
| Celkem   | 2        | 0        |